# Amfiteatret i Trier
Amfiteatret i Trier (Augusta Treverorum) er et amfiteater i Trier fra romertiden som blev færdigbyggeti ca. år 100, Der var plads til mellem 18.000 til 20.000 tilskuere. Amfiteatrets størrelse placerer det på en 10. plads blandt de 70 kendte romerske bygningsværker.
Teatret blev i 1986 opført på UNESCOs verdensarvsliste som en del af verdensarvsområdet Romerske monumenter, Domkirken og Vor Frue Kirke i Trier.